# Stig Rossen
Stig Rossen Nancke (født 14. juni 1962 i Glostrup) er en dansk sanger og skuespiller.
Rossen blev uddannet fra Guildhall School of Music and Drama i 1990, men han blev allerede kendt i en bredere offentlighed, da han i 1988 blev nr. 4 i Dansk Melodi Grand Prix med sangen "Vi danser rock og rul", med musik af Jørn Hansen og tekst af Helge Engelbrecht. Efterfølgende udkom debutalbummet Kærlighed og alt det der på Engelbrechts selskab, Pineapple Records.
Kort efter endt uddannelse blev han en del af ensemblet i Cameron Mackintoshs Les Misérables (baseret på roman af Victor Hugo) på Palace Theatre i London og fik tre måneder senere tilbudt hovedrollen som Jean Valjean i samme forestilling. Han har siden optrådt i adskillige musicals bl.a. Chess og Østre Gasværks opsætning af Les Misérables, hvor han overtog rollen fra Kurt Ravn. Han har også lagt stemme til flere Disney-film, f.eks. Mulan og Lilo og Stitch og sunget sange til Tarzan og Bjørne Brødre.
Sammen med Sønderjyllands Symfoniorkester indspillede han albummet Starry Starry Nights, der var en blanding af musical- og klassisk musik. Albummet udkom i 1991 og solgte til platin for 80.000 eksemplarer. Albummet blev fulgt op af The Impossible Dream, der ligeledes var indspillet med Sønderjyllands Symfoniorkester. The Impossible Dream modtog guld for 40.000 solgte eksemplarer. Sange fra albummet blev efterfølgende udgivet på live-albummet Live in Concert, der var i Radiohuset og Odense Koncerthus. Albummet modtog platin.
I 1997 udkom Stig Rossen med popalbummet Letters of Love, der var produceret af Niels Lan Doky. Albummet blev ingen kommerciel succes, om hvilket Stig Rossen sagde: "Det var helt tydeligt, at jeg var ude og prøve nogle grænser af, hvor mit faste publikum ikke kunne følge med."
Stig Rossen udsendte i 1998 albummet Julelys, der indeholder fortolkninger af julesange primært på dansk. Albummet har solgt 100.000 eksemplarer.
I 1999 medvirkede han på den danske version af soundtracket til Disney-filmen Tarzan, hvor han indspillede filmversionerne af Phil Collins' sange. Albummet modtog senere guld for 25.000 solgte eksemplarer.
På albummet Stories fra 2000 sang han bl.a. duet med Nana Mouskouri på hendes "Only Love". Albummet modtog guld for 25.000 solgte eksemplarer.
Sammen med DR RadioUnderholdningsOrkestret indspillede han albummet This Is The Moment - Live fra Tivoli (2004) i Tivolis Koncertsal. Optagelsen fra koncerten blev vist på det amerikanske tv-netværk PBS i USA og Canada i 2005. Stig Rossen er den anden dansker (efter Victor Borge), der er blevet inviteret til at lave et tv-show på PBS.
I 2006 udkom Stig Rossens andet julealbum, Når du ser et stjerneskud, bestående af både dansk- og engelsksprogede sange inspireret af gospelmusik.
I 2007 fik han en 3. plads ved Dansk Melodi Grand Prix med sangen "Så nær som nu".
Stig Rossens tredje julealbum, En rose så jeg skyde udkom i 2010, og solgte til guld for 15.000 eksemplarer.
Albummet The Way You Make Me Feel udkom i 2012 og indeholder fortolkninger af bl.a. Elton John, Simon & Garfunkel og Michael Jackson i swing/jazz-udgaver.

## Privat
Stig Rossen bor på Østfyn med sin hustru, Nina, og sønnerne Lucas (2001) Philip (2009) og Oliver (2010). Rossen har desuden datteren Josephine (1990) fra et tidligere ægteskab med den tyske operasanger Yvonne Ulrike Schetter, som han var gift med i årene 1990–94.

## Diskografi
- Kærlighed og alt det der (1988)
- Starry Starry Nights (med Sønderjyllands Symfoniorkester) (1991)
- The Impossible Dream (med Sønderjyllands Symfoniorkester og The Chorus of Regency Opera) (1993)
- Live in Concert (med Sønderjyllands Symfoniorkester) (1994)
- Letters of Love (1997)
- Julelys (1998)
- Egtved Pigen (med Katrine Falkenberg) (1999)
- Stories (2000)
- Love Changes Everything - The Musical Collection (med DR RadioUnderholdningsOrkestret) (2002)
- This Is The Moment - Live fra Tivoli (2004)
- Når du ser et stjerneskud (2006)
- Sange til hende (2007)
- Voices Live (2008)
- En rose så jeg skyde (2010)
- The Way You Make Me Feel (2012)
- Julens Stemmer (2013)

## Filmografi

### Tv-serier
- Rejseholdet (2000-2004)
- Klovn (2005-2022)
- SJIT Happens ( 2015)

### Tegnefilm
- Mulan (1998)
- Lilo & Stitch (2002)
- Mulan 2 (2004)
- Lilo & Stitch 2 (2005)
- Vaiana (2016)